# Hemerobius rizali
Hemerobius rizali is een insect uit de familie van de bruine gaasvliegen (Hemerobiidae), die tot de orde netvleugeligen (Neuroptera) behoort. 
Hemerobius rizali is voor het eerst wetenschappelijk beschreven door Banks in 1920.